# Mycale modesta
Mycale modesta är en svampdjursart som först beskrevs av Lawrence Morris Lambe 1894.  Mycale modesta ingår i släktet Mycale och familjen Mycalidae. Inga underarter finns listade i Catalogue of Life.